# WHA All-Star Game 1973
Das 1. All-Star Game der World Hockey Association (WHA) fand am 6. Januar 1973 im Colisée de Québec, der Heimspielstätte der Nordiques de Québec, im kanadischen Québec City statt. Bei der erstmaligen Austragung trafen die Auswahlmannschaften bestehend aus den eingeladenen Spielern der West und East Division aufeinander.

## Spielverlauf
Das Team East setzte sich mit 6:2 durch. Zum Most Valuable Player des Spiels wurde Wayne Carleton von den Ottawa Nationals ernannt, der ebenso wie seine Mannschaftskollegen Gary Jarrett und Jim Dorey ein Tor erzielte sowie eine Vorlage gab. Das Spiel wurde von 5.435 Zuschauern besucht. Der Trainer der siegreichen Eastern Division war Jack Kelley von den New England Whalers; Trainer der Western Division war Bobby Hull von den Winnipeg Jets.
Eigentlich war geplant gewesen, eine Spielserie gegen europäische Mannschaften auszutragen, dies musste jedoch aus rechtlichen Gründen verworfen werden.

## Mannschaftskader
| Team East | Team West |
| --- | --- |
| - G – Al Smith (New England Whalers) - G – Serge Aubry* (Nordiques de Québec) - G – Gerry Cheevers (Cleveland Crusaders) - D – Paul Shmyr (Cleveland Crusaders) - D – John Hanna (Cleveland Crusaders) - D – Ken Block (New York Raiders) - D – J. C. Tremblay (Nordiques de Québec) - D – Rick Ley (New England Whalers) - D – Jim Dorey (New England Whalers) - F – Gary Jarrett (Cleveland Crusaders) - F – Gerry Pinder (Cleveland Crusaders) - F – Ron Ward (New York Raiders) - F – Norm Ferguson (New York Raiders) - F – Larry Pleau (New England Whalers) - F – Tom Webster (New England Whalers) - F – Terry Caffery (New England Whalers) - F – Wayne Carleton (Ottawa Nationals) - F – Guy Trottier (Ottawa Nationals) - F – Bob Charlebois (Ottawa Nationals) - F – Ron Climie (Ottawa Nationals) - F – Danny Lawson (Philadelphia Blazers) - F – John McKenzie (Philadelphia Blazers) - F – Michel Parizeau (Nordiques de Québec) | - G – Ernie Wakely (Winnipeg Jets) - G – Jack Norris (Alberta Oilers) - G – Mike Curran (Minnesota Fighting Saints) - D – Gerry Odrowski (Los Angeles Sharks) - D – Bart Crashley* (Los Angeles Sharks) - D – Al Hamilton (Alberta Oilers) - D – Bob Wall (Alberta Oilers) - D – Ron Anderson (Chicago Cougars) - D – Larry Hornung (Winnipeg Jets) - D – Mike McMahon (Minnesota Fighting Saints) - D – Terry Ball (Minnesota Fighting Saints) - F – Bobby Hull (Winnipeg Jets) - F – Christian Bordeleau (Winnipeg Jets) - F – Norm Beaudin (Winnipeg Jets) - F – Ted Hampson (Minnesota Fighting Saints) - F – Wayne Connelly (Minnesota Fighting Saints) - F – Jim Harrison (Alberta Oilers) - F – Gord Labossiere (Houston Aeros) - F – Ted Taylor (Houston Aeros) - F – Mike Byers (Los Angeles Sharks) - F – Gary Veneruzzo (Los Angeles Sharks) - F – Jan Popiel (Chicago Cougars) |

- Serge Aubry und Bart Crashley kamen nicht zum Einsatz.

## Spielverlauf

### Team East 6 – 2 Team West
All-Star Game MVP: Wayne Carleton (1 Tor, 1 Assist)
| Team       | Zeit  | Stand | Torschütze     | Vorlagengeber  | Vorlagengeber       |
| 1. Drittel |       |       |                |                |                     |
| West       | 10:39 | 0–1   | Gerry Odrowski | Norm Beaudin   |                     |
| East       | 10:51 | 1–1   | Gary Jarrett   | Ron Ward       |                     |
| 2. Drittel |       |       |                |                |                     |
| East       | 23:37 | 2–1   | John McKenzie  | Wayne Carleton | Ken Block           |
| East       | 32:47 | 3–1   | Larry Pleau    | Tom Webster    | Terry Caffery       |
| East       | 39:43 | 4–1   | Jim Dorey      | Ron Ward       | Danny Lawson        |
| 3. Drittel |       |       |                |                |                     |
| West       | 43:05 | 4–2   | Bobby Hull     | Wayne Connelly | Christian Bordeleau |
| East       | 47:29 | 5–2   | Danny Lawson   | Gary Jarrett   | J. C. Tremblay      |
| East       | 48:00 | 6–2   | Wayne Carleton | Bob Charlebois | Jim Dorey           |